# Cacosternum namaquense
Cacosternum namaquense is een kikkersoort uit de familie van de Pyxicephalidae. De soort werd voor het eerst wetenschappelijk beschreven door Franz Werner in 1910.
De kikker leeft in delen van Afrika. De soort werd door professor Leonhard Schultze verzameld tijdens een studiereis in zuidelijk Afrika in 1904. Hij vond ze nabij Komaggas en Steinkopf in Namakwaland. De soort is sterk verwant aan Cacosternum nanum. De lengte is 24–25 mm.